# اپلبای (آرکانزاس)
اپلبای (به انگلیسی: Appleby) یک منطقهٔ مسکونی در ایالات متحده آمریکا است که در شهرستان واشینگتن، آرکانزاس واقع شده‌است. اپلبای ۳۷۲ متر بالاتر از سطح دریا واقع شده‌است.